# Ikemen

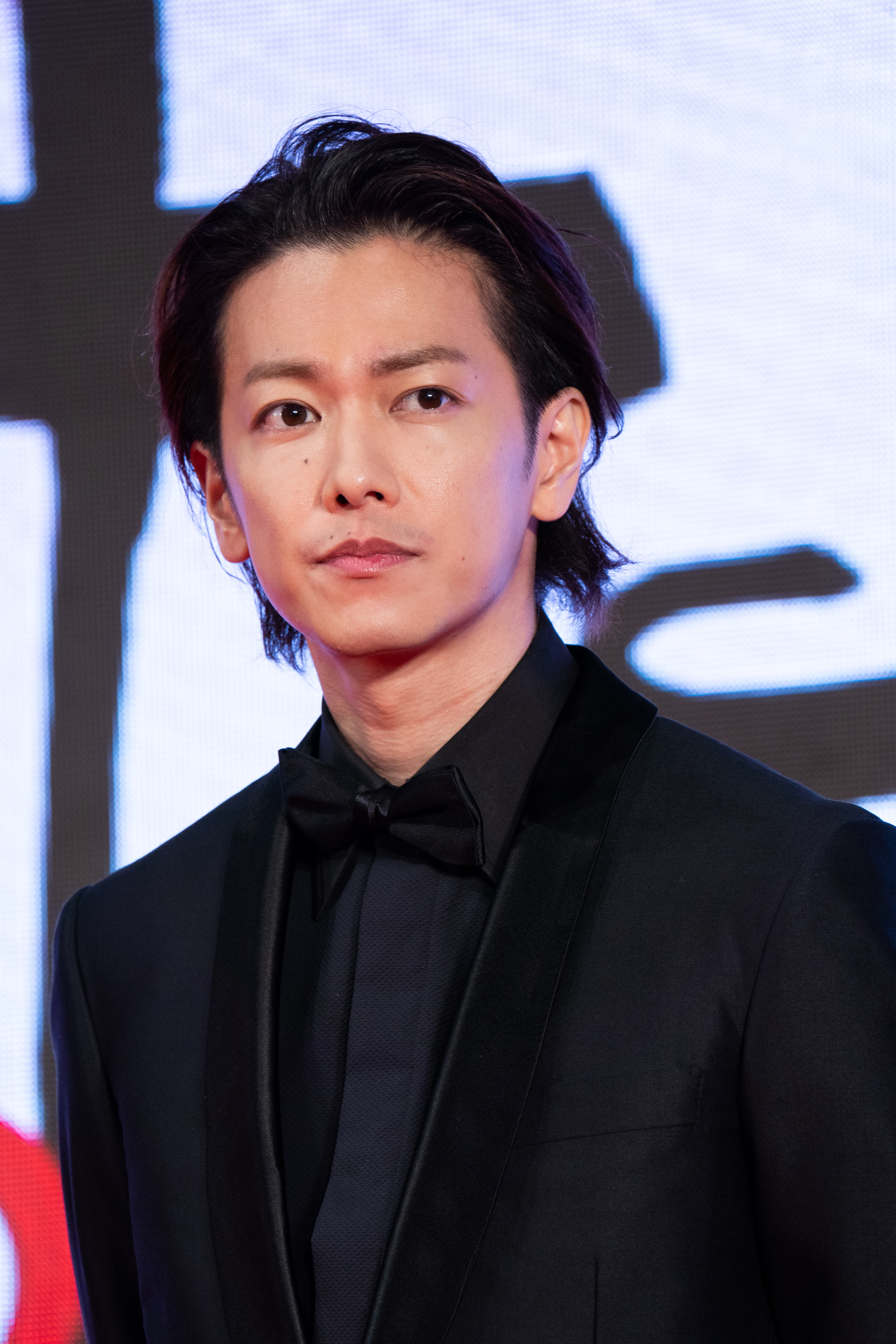
Takeru Satoh, nam diễn viên được nhiều người coi như một ikemen.

Thuật ngữ ikemen là một từ ghép mới bắt nguồn từ các từ tiếng Nhật ikeru (いける) hoặc iketeru và menzu (メンズ). Ikeru và iketeru có nghĩa là "ngầu", "bảnh trai" và "thú vị", còn menzu là phiên bản Nhật hóa của từ "men" (người đàn ông) trong tiếng Anh.